# Annelotte Spieß
Annelotte Spieß (geb. Findeisen; * 31. August 1912 in Magdeburg; † 2013 in Berlin) war eine in Druxberge (Börde) tätige deutsche Malerin und Lehrerin.

## Leben
Annelotte Findeisen entstammte einer gutbürgerlichen Familie. Nach dem Abitur studierte sie von 1931 bis 1935 an der Staatlichen Kunstschule in Berlin-Schöneberg für das „künstlerische Lehramt an höheren Lehranstalten“. Bis zu dessen Absetzung 1933 als „entartet“ war ihr Lehrer Curt Lahs. 1933 wurde sie (zeitweise) vom Studium ausgeschlossen, nachdem sie zusammen mit Kommilitonen eine Hakenkreuz-Fahne entfernt hatte. Beteiligt waren außer ihr Heinz Dose, Arno Schüle, Hans-Joachim Haase und Marianne Matthiae (Ehefrau von Lahs). Nach dem Examen heiratete sie 1937 den Künstler Hans-Arthur Spieß, mit dem sie zwei Söhne bekam. 1945 zog sie mit der Familie nach Druxberge, wo sie als Künstlerin und Lehrerin lebte und arbeitete. Sie war von 1952 bis 1990  Mitglied des Verbands Bildender Künstler der DDR.
Das Künstlerehepaar verband eine enge Freundschaft mit dem Magdeburger Künstler Walter Bischof. 1980 rief sie die Kleine Galerie des Kulturbunds in Druxberge ins Leben, die sie leitete. Als nach der Wende ein neues Konzept für die Trägerschaft der Galerie gefunden werden musste, war sie Mitbegründerin des Kunst- und Kulturverein e. V. Druxberge. Annelotte Spieß’ bevorzugtes Motiv war die Natur. Ihr Garten mit seinen Blumen und Landschaften, die sie auf ihren zahlreichen Reisen malte, ist eines der häufigsten Motive in ihren Werken. Annelotte Spieß starb 2013 in einem Berliner Pflegeheim.

## Werke (Auswahl)
- Pflanzen am Harzrand (Öl, 1952)[3]
- Hügel im Harzvorland (Öl, 1952)[4]

## Ausstellungen

### Ausstellungsbeteiligungen
- 1948: Halle/Saale, Museum in der Moritzburg, Große Kunstausstellung Sachsen-Anhalt[5]
- 1974, 1979 und 1984; Magdeburg, Bezirkskunstausstellungen
- 1981: Magdeburg, Kulturhistorisches Museum („Maler stellen aus“)
- 1987: Magdeburg, Kloster Unser Lieben Frauen („Handzeichnung und Plastik“)

### Postume Ausstellung
- 2014: Druxberge, Kleine Galerie Druxberge[6]